# Desognanops humphreysi
Genre
Espèce
Desognanops humphreysi, unique représentant du genre Desognanops, est une espèce d'araignées aranéomorphes de la famille des Trachycosmidae.

## Distribution
Cette espèce est endémique du Mid West en Australie-Occidentale. Elle se rencontre sous terre vers Millbillillie Station.

## Description
Le mâle holotype mesure 3,96 mm et la femelle paratype 4,42 mm. Cette araignée est anophtalme.

## Systématique et taxinomie
Cette espèce a été décrite par Platnick en 2008.
Ce genre a été décrit par Platnick en 2008 dans les Trochanteriidae. Il est placé dans les Trachycosmidae par Azevedo, Bougie, Carboni, Hedin et Ramírez en 2022.

## Étymologie
Cette espèce est nommée en l'honneur de William Frank Humphreys.

## Publication originale
- Platnick, 2008 : « A new subterranean ground spider genus from Western Australia (Araneae: Trochanteriidae). » Invertebrate Systematics, vol. 22, p. 295-299.